# Ялганда (верхний приток Шалицы)
Ялганда — река в России, протекает по территории Авдеевского сельского поселения Пудожского района Республики Карелии. Длина реки — 14 км, площадь водосборного бассейна — 57,3 км².

## Общие сведения

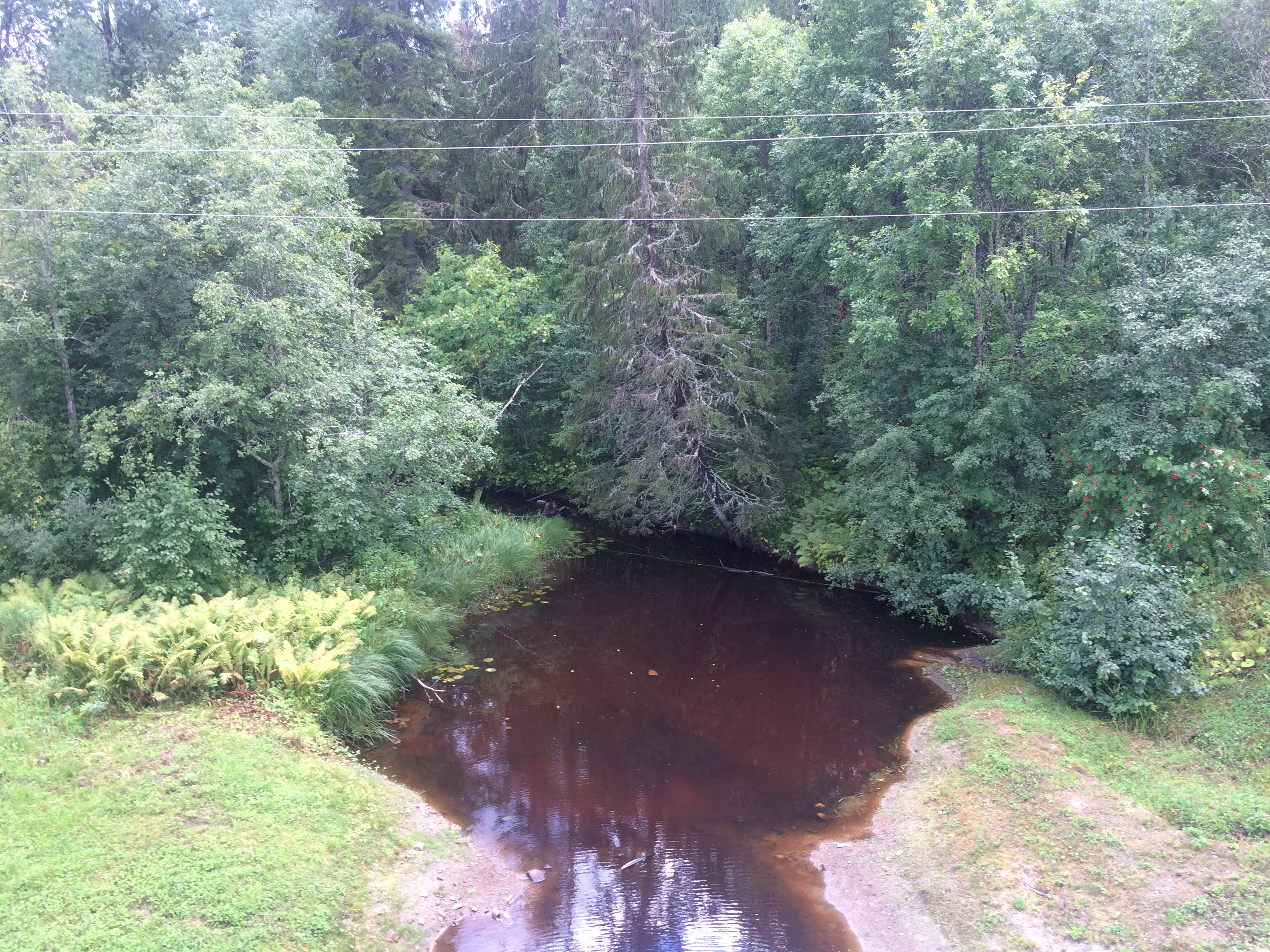
Вид по течению

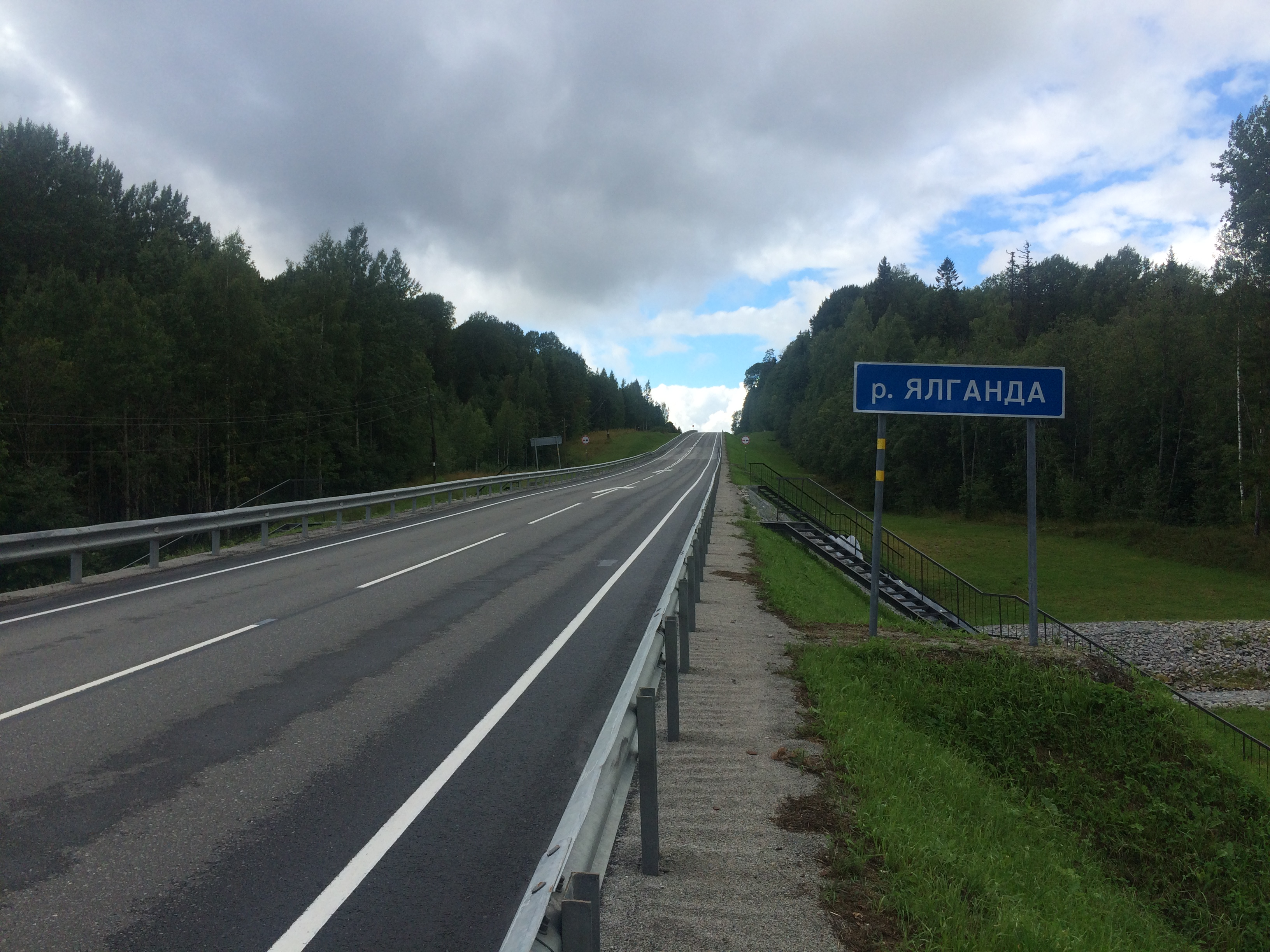
Автомобильный мост, табличка с названием реки

Река берёт начало из болота Великонивский Мох и далее течёт преимущественно в южном направлении по заболоченной местности.
Река в общей сложности имеет два малых притока суммарной длиной 3,0 км.
Устье ручья находится на высоте 54 м над уровнем моря в 35 км по правому берегу реки Шалицы, притока реки Водлы, впадающей в Онежское озеро.
В верхнем течении Ялганда пересекает трассу А119 («Вологда — Медвежьегорск — автомобильная дорога Р-21 „Кола“»). В нижнем — дорогу местного значения 86К-297 («Подъезд к п. Онежский»).
Населённые пункты на реке отсутствуют.
Код объекта в государственном водном реестре — 01040100412102000017057.